# Línea Murcia-Alicante
La línea Murcia-Alicante, también denominada como línea El Reguerón-Alicante, es una línea férrea de 73,7 kilómetros de longitud perteneciente a la red ferroviaria española, que une las localidades de Murcia y Alicante. Se trata de una línea de ancho ibérico (1668 mm), no electrificada y en vía única. Inaugurada en 1884, desde entonces la línea ha pasado por manos de varios operadores ferroviarios. En la actualidad el ente público Adif es el titular de todas las instalaciones. Siguiendo la catalogación de Adif, es la «línea 336».

## Historia
La Compañía de los Ferrocarriles Andaluces obtuvo en 1882 una concesión del Estado para construir una línea férrea que uniera las localidades de Murcia y Alicante. Tras varios años de trabajos, sería finalmente inaugurada el 18 de julio de 1884. Además del trazado principal, también entró en servicio un ramal ferroviario que iba desde Albatera a Torrevieja.
«Andaluces» planeaba que en un futuro esta línea se uniera con su red principal en Andalucía. A pesar de que esta posibilidad nunca llegó a materializarse y de que la línea quedó aislada en un territorio dominado por la compañía MZA, su explotación permitía la subsistencia de las infraestructuras. En Murcia el ferrocarril llegaba hasta una bifurcación situada en Alquerías, que permitía enlazar con la línea de MZA y la estación principal que esta compañía tenía en la capital murciana. Caso distinto fue el de Alicante, donde se construyó la llamada estación de Benalúa para acoger los trenes procedentes de Murcia, la cual se inauguraría en 1888. En marzo de 1887 entró en servicio un pequeño ramal que servía como enlace entre las líneas Murcia-Alicante y Madrid-Alicante, y a finales de ese año se inauguraría otro ramal que enlazaba el puerto con el ferrocarril. Ambos trazados fueron construidos por «Andaluces».
En 1936, durante la Segunda República, «Andaluces» fue incautada por el Estado debido a sus problemas económicos, y asignada la gestión de sus líneas férreas a la Compañía Nacional de los Ferrocarriles del Oeste. En 1941, con la nacionalización de la red de ancho ibérico, la línea pasó a manos de RENFE.
En 1970 se cerró al tráfico de pasajeros el ramal Albatera-Torrevieja, si bien continuaría abierto al tráfico de mercancías hasta 1987, siendo posteriormente desmantelado su trazado. Otro hecho relevante fue la clausura al servicio de viajeros de la estación de Benalúa, en 1974. La estación de Alicante-Término se convirtió en el nuevo inicio de la línea, incluyéndose en la línea Murcia-Alicante el tramo que partía de la estación de San Gabriel y llegaba hasta Alicante-Término. Desde enero de 2005, con la división de RENFE en Renfe Operadora y Adif, la línea pasó a depender de esta última.

## Trazado y características
La línea cuenta con un intenso tráfico ferroviario tanto de pasajeros como de mercancías, con una saturación del 68% según datos de 2018, año en que el tráfico medio fue de unos 53 trenes diarios en cada sentido. Por su trazado circulan tanto servicios de Media Distancia —caso de las líneas 43 y 44— como de línea C-1 de la red de Cercanías Murcia/Alicante. El kilometraje de la línea mantiene el esquema tradicional y toma como punto de partida a la estación de Alicante-Benalúa, a pesar de que esta ya no pertenece a la línea y la estación de Alicante-Terminal constituye el actual punto kilométrico cero.